# 虎皮蛙
虎皮蛙（學名：Hoplobatrachus chinensis），又稱虎斑蛙、虎紋蛙、皺皮蛙、田雞或水雞，是一種水生青蛙，屬於无尾目叉舌蟾科虎纹蛙属的一種，生性機警。

## 分布
虎皮蛙分布於中國大陸、香港、澳門、越南、台灣、泰國、柬埔寨、寮國和緬甸等地的低海拔耕地、稻田、水池、溝渠等地，亦被引入馬來西亞和菲律賓。

## 特徵
叫聲近似人類「嘿～嘿～嘿」的笑聲，外表特徵如下：
- 體型粗壯，雄蛙體長（snout-vent length）6至8厘米，雌蛙體長6至12厘米，雌蛙比雄蛙稍大，最大可達15厘米[3]。
- 背部有許多排列整齊的長棒狀膚褶，為其最大特徵。
- 於春季到初夏繁殖[3]。
- 體色多變，通常以黃綠色為主，也可見到灰褐色、暗褐色或灰黑色的種類，有一些深色斑點。
- 主要以昆蟲為食[4]
- 虎皮蛙驚嚇發出求救時聲音變成尖銳，就會出現類似的貓叫聲。

## 用途
虎皮蛙在東亞及東南亞的水產市場或寵物店皆可見。作食用的虎皮蛙有整隻按重量或斬件售賣。寵物店售賣的一般都是中等體型。較小型的，在某些地方會用作餵飼骨舌鱼科的食糧。

## 保育狀態
虎皮蛙原本很常見，但由於被人類大量的過度捕獵，加上棲息地的破壞，導致野外族群的數量愈來愈少。在大中華地區及菲律賓均有人食用本物種。隨著飲食習慣的改變和人工繁殖場的技術提升，讓野生的虎皮蛙數量漸增，也改列為一般類。現在市場售賣的虎皮蛙大多為人工飼養繁殖的，目前於中國的四川省、馬來西亞及泰國均有養殖。
虎皮蛙在中國是國家二級保護動物。